# Réserve naturelle Calanchi di Atri
La Réserve naturelle Calanchi di Atri est un espace naturel protégé créé dans les Abruzzes en 1995, situé sur le territoire d'Atri, dans la province de Teramo,.

## Description
La réserve comprend une superficie d'environ 380 hectares de badlands (anglicisme désignant de « mauvaises terres » et désignées en italien par le terme calanchi). La gestion a récemment été confiée au WWF italien. Elle est située dans une Zone spéciale de conservation (ZSC-IT7120083) du Réseau Natura 2000.

### Flore
Malgré l'aspect extérieur qui pourrait suggérer une faible présence d'espèces végétales, on y trouve des glaïeuls sauvages, des câpriers et des réglisses. 
La réserve s'étend bien au-delà de la formation des ravines, et l'on y trouve également des saules, des peupliers blancs, du sureau et de la clématite vigne-blanche.

### Faune
L'habitat est idéal pour les oiseaux de proie, en effet plusieurs couples de buse variable, crécerelle et épervier d'Europe y nichent. Il est également possible de trouver, également grâce à la proximité de plusieurs lacs et du ruisseau Piomba :
- Mammifères : renards, blaireaux, taupes et hérissons, porcs-épics et muscardins ;
- Oiseaux : outre les rapaces mentionnés ci-dessus, c'est un point de rafraîchissement et de repos pour diverses espèces migratrices ;
- Reptiles : la couleuvre à collier, la couleuvre à quatre raies, l'orvet et d'autres plus communs comme le lézard des champs et le lézard vert ;
- Amphibiens : diverses espèces de grenouilles et de salamandres, ainsi que le crapaud vert, plus rare.

Au printemps, les papillons ne manquent pas, dont l'échiquier d'Italie (Melanargia arge), le demi-deuil (Melanargia galathea) et le magnifique machaon (Papilio machaon).

## Galerie

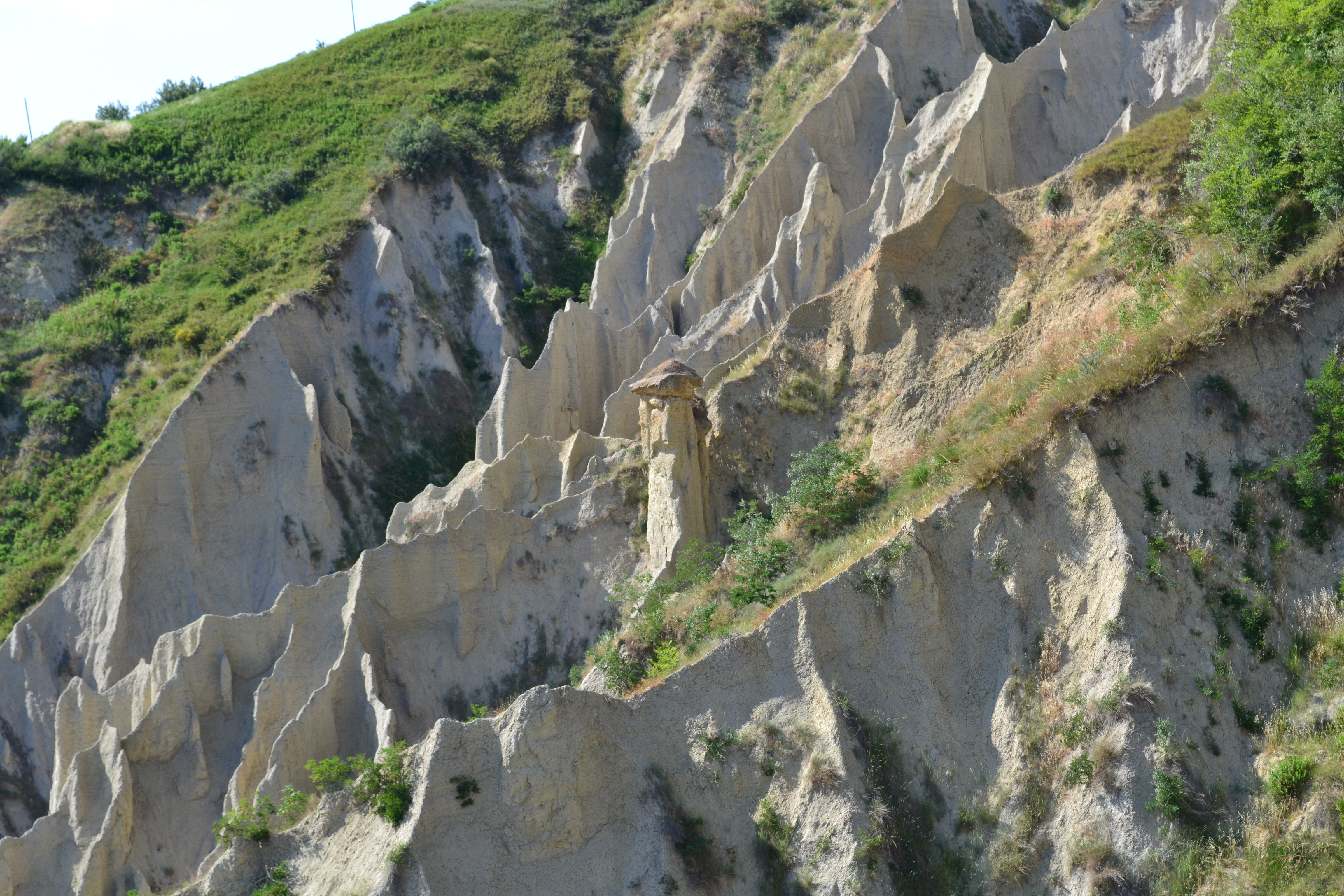
Ravines.
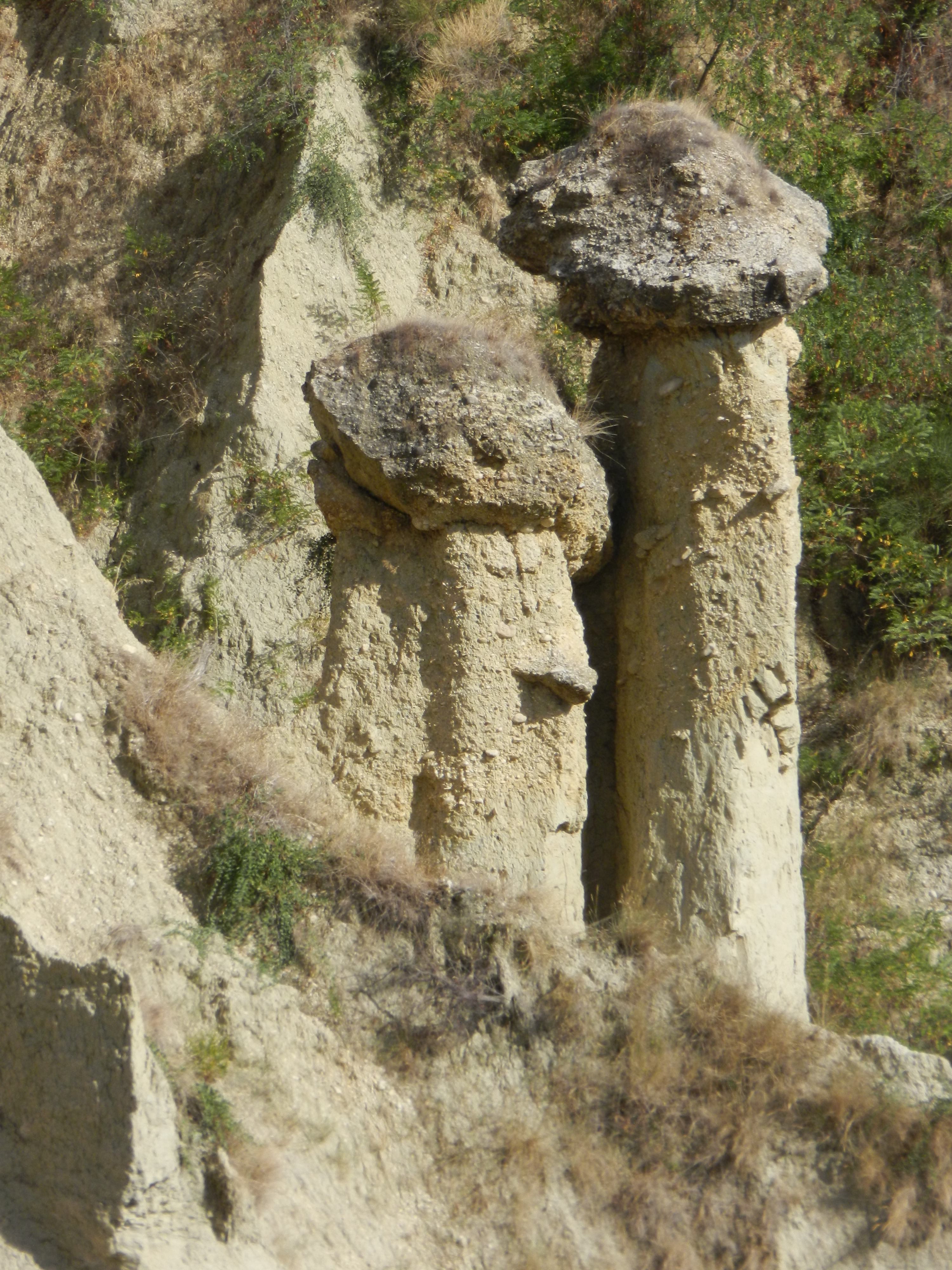
Cheminées de fée.
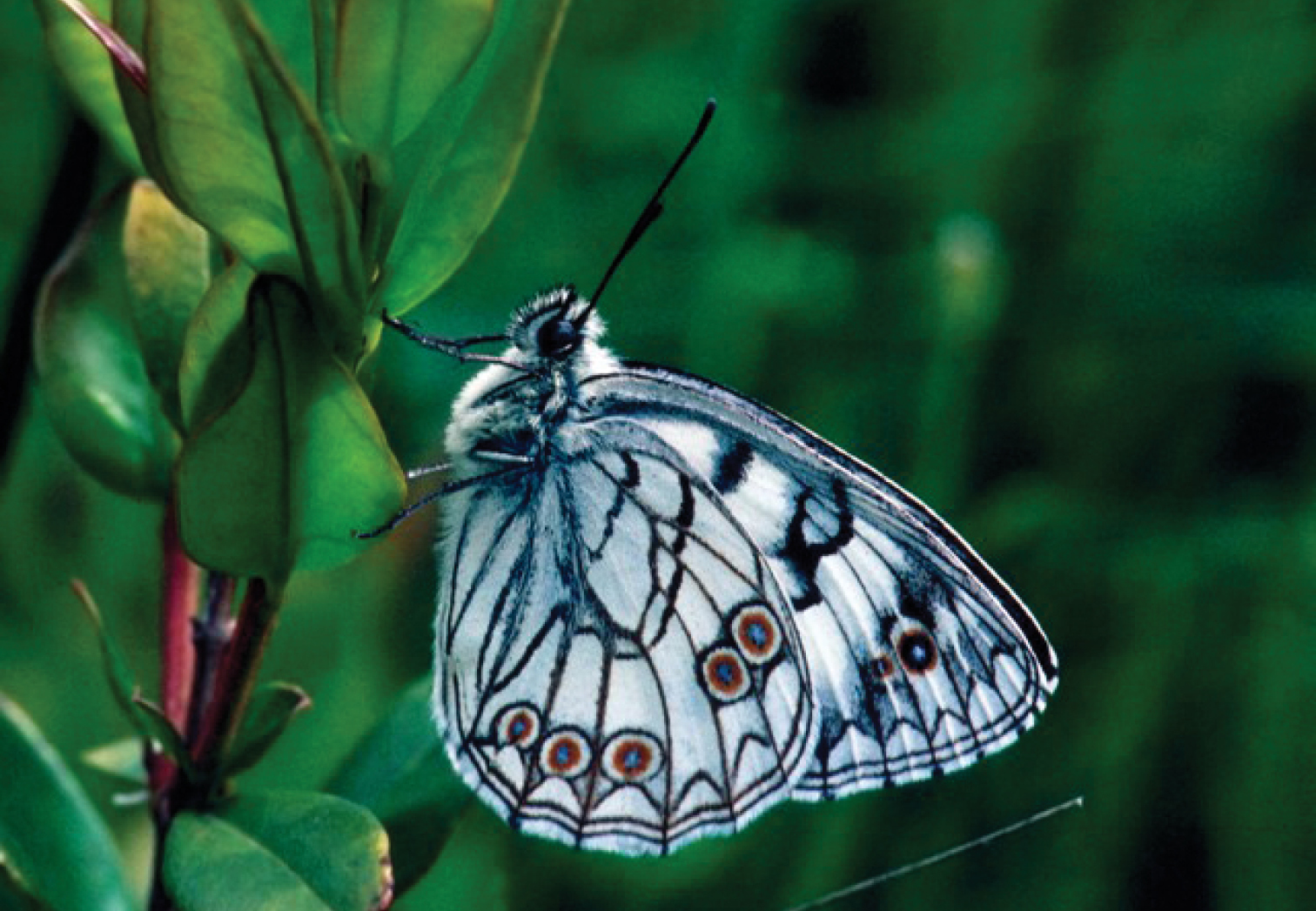
Le Melanargia arge.
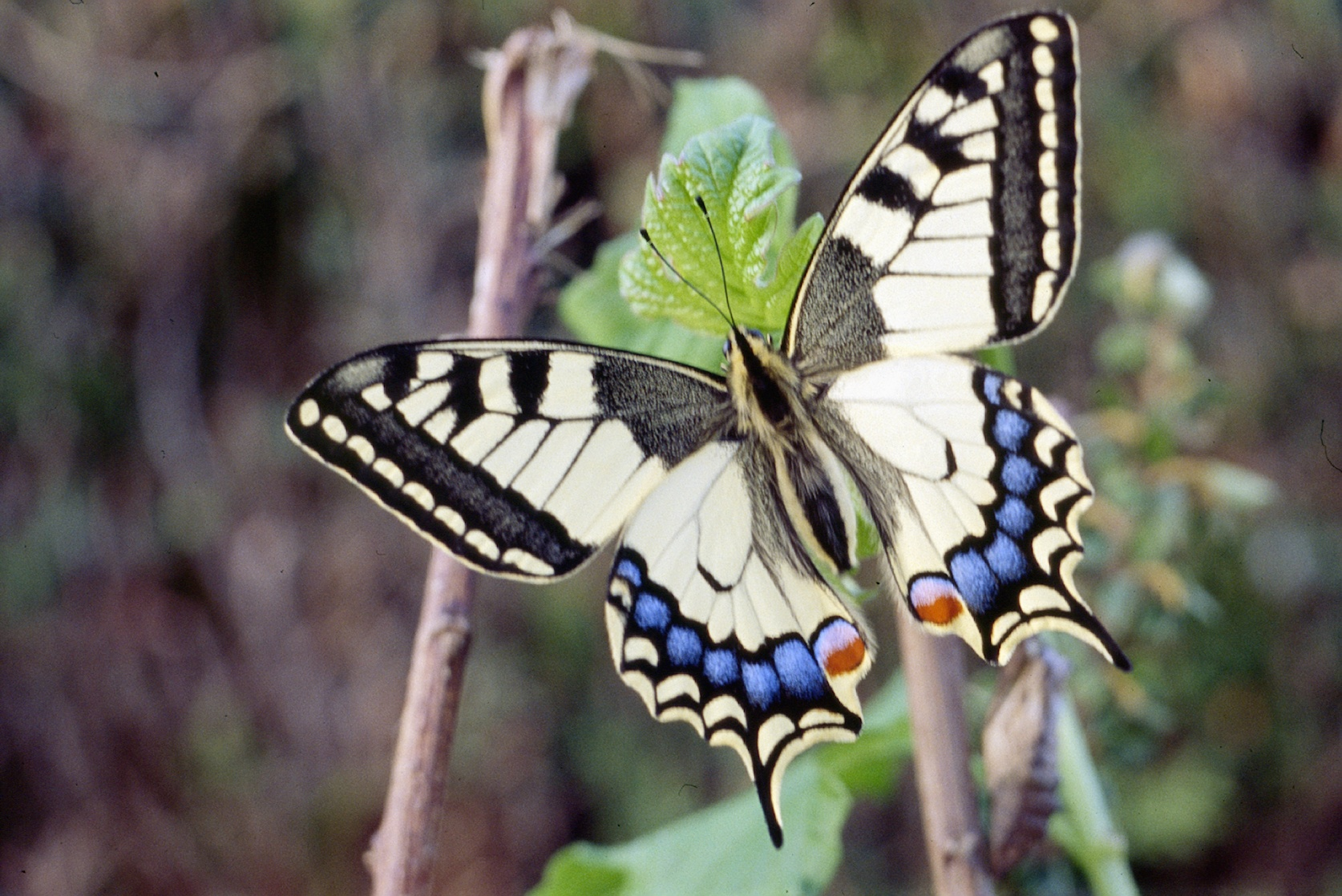
Le machaon.